# Szare Szeregi

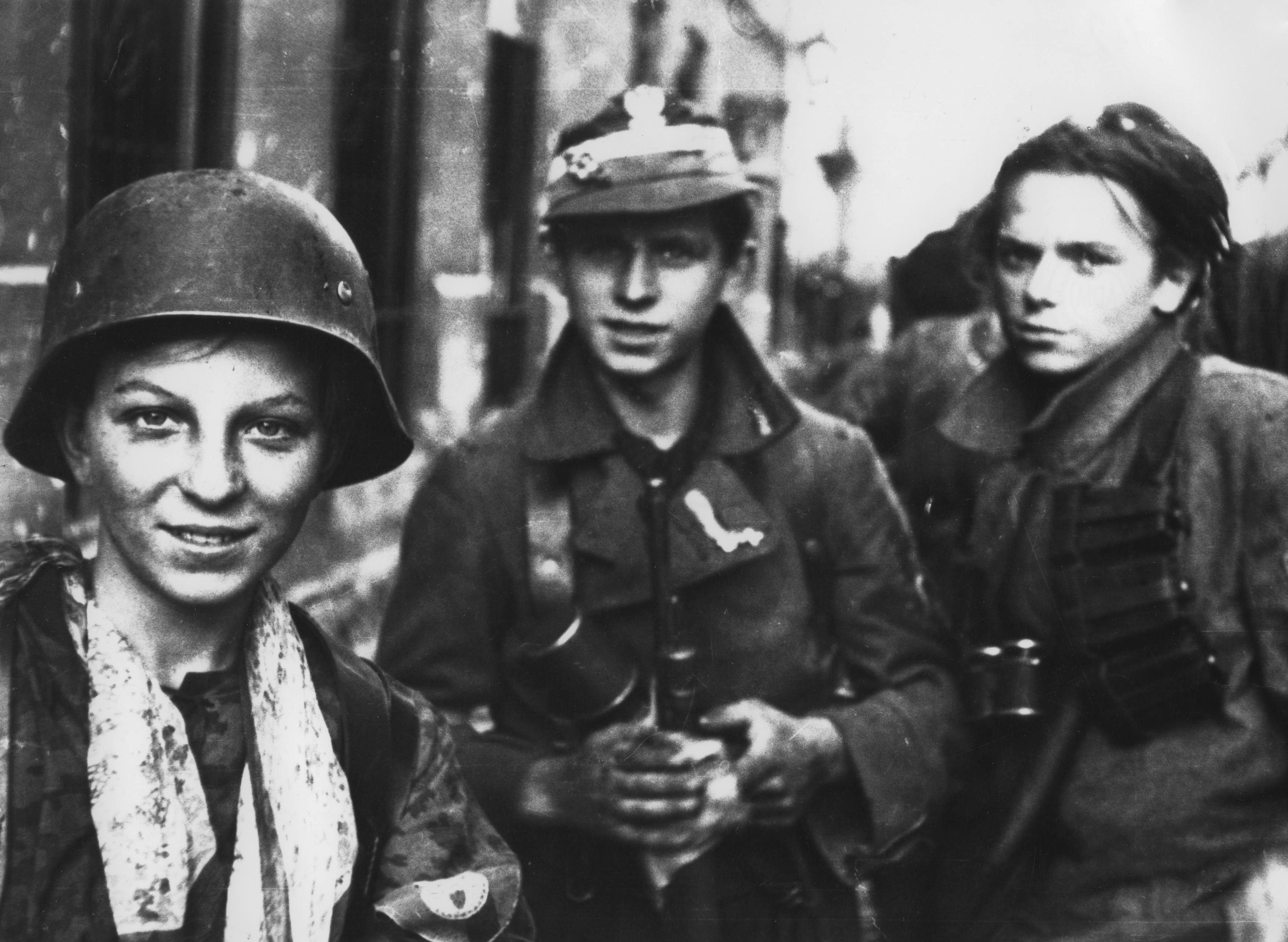
Grupo de jóvenes soldados de la Szare Szeregi durante el Alzamiento de Varsovia.

La Szare Szeregi (literalmente Rangos Grises) fue el nombre en clave de la organización paramilitar scout vigente en Polonia durante la Segunda Guerra Mundial. Fue oficialmente creada el 27 de septiembre de 1939, siendo uno de los primeros movimientos de resistencia.
Aunque eran formalmente independientes, la Szare Szeregi trabajó conjuntamente con el Kedyw y la Armia Krajowa, dos de los muchos movimientos que formaban el Estado Secreto Polaco y la resistencia polaca. El nombre de la organización fue adoptado en 1940 por una división establecida en Poznań, que solía distribuir panfletos y propaganda por Polonia, Lituania, Estonia y Letonia bajo la firma SS para crear confusión entre las tropas alemanas.

## Operaciones
Desde su creación el 27 de septiembre de 1939 hasta su disolución el 18 de enero de 1945, la Szare Szeregi luchó en más de una docena de operaciones repartidas por todo el territorio. Las tropas asentadas en Varsovia se encargaron de defender la ciudad de la invasión alemana, mientras que un gran número de efectivos se desplazó al este para combatir contra los soviéticos, que también habían comenzado a invadir Polonia. Estos últimos fueron capturados por los rusos y fusilados junto a más de veinte mil soldados polacos en la Masacre de Katyn.
Una vez que Varsovia y la mayor parte de Polonia cayó en manos alemanas, los miembros de la Szare Szeregi se dedicaron al sabotaje y a grabar kotwicas a modo de protesta en los monumentos. Entre 1943 y 1944, la Szare Szeregi participó en diversas operaciones, entre ellas la "Operación Arsenal" (cuyo objetivo era liberar a Jerzy Bytnar y a otros 24 scouts polacos de un convoy de la Gestapo), la "Operación Cinturón" (operación en colaboración con el Kedyw, que permitió la destrucción de trece puestos fronterizos alemanes) y los asesinatos de Franz Bürkl y Franz Kutschera (estas dos últimas parte de una operación mayor, la Operación Cabezas).
Durante el Alzamiento de Varsovia, el Grupy Szturmowe (traducido al español como "Grupos de Asalto") estuvo formado en su mayoría por la Szare Szeregi, quienes eran considerados los más efectivos en combate dentro de la Armia Krajowa. Muchos de ellos incluso combatieron en Lituania y Hungría.